# گرگ فن آورمیت
گرگ فن آورمیت (هلندی: Greg Van Avermaet؛ زادهٔ ۱۷ مهٔ ۱۹۸۵) یک دوچرخه‌سوار اهل بلژیک است.
وی دوچرخه‌سوار برتر سال‌های ۲۰۱۴ و ۲۰۱۵ کشور بلژیک بوده است. او توانست در مسابقه استقامت جاده المپیک ۲۰۱۶ ریو مدال طلا را به دست آورد.